# Liste der Monuments historiques in Ligny-en-Barrois
Die Liste der Monuments historiques in Ligny-en-Barrois führt die Monuments historiques in der französischen Gemeinde Ligny-en-Barrois auf.

## Liste der Immobilien
| Bezeichnung                  | Beschreibung | Standort                           | Kennzeichnung | Schutzstatus | Datum | Bild           |
| ---------------------------- | --- | ---------------------------------- | ------------- | ------------ | ----- | -------------- |
| Wohnhaus                     | Wohnhaus, Anfang des 19. Jahrhunderts umgebaut und erweitert, Gartenmauer seit dem 18. Jahrhundert weitgehend unverändert; Esszimmer im Erdgeschoss mit aufwändiger Wandvertäfelung und Einbauschrank, Schlafzimmer im Obergeschoss mit 17 geschnitzten Paneelen zu Motiven aus dem Roman Paul et Virginie von Jacques-Henri Bernardin de Saint-Pierre, beide Räume zwischen 1820 und 1840 | 7 rue Notre-Dame (Lage)            | PA55000035    | Inscrit      | 2003  |                |
| Porte de France              | Stadttor, 1780 erbaut | Rue Lerroux (Lage)                 | PA00106553    | Inscrit      | 1928  | weitere Bilder |
| La Chiennerie                | ehemaliger Hundzwinger, ab dem 16. Jahrhundert | Rue des Marronniers (Lage)         | PA00106554    | Inscrit      | 1970  |                |
| Hôtel des Fermes             | 1638 erbaut | 19 rue Lerroux (Lage)              | PA00106552    | Inscrit      | 1928  |                |
| Kirche Notre-Dame-des-Vertus | ab 1552 in spätgotischen Formen erbaut, die seitlichen Portale schon mit Einfluss der Renaissance, Hauptportal und Seitenkapellen aus dem 19. Jahrhundert | Place de l’Église (Lage)           | PA00106551    | Inscrit      | 1928  | weitere Bilder |
| Wohnhaus                     | aus der Mitte des 18. Jahrhunderts; bauzeitliche Ausstattung erhalten | 79 rue du Général-de-Gaulle (Lage) | PA00125530    | Inscrit      | 1993  |                |
| Tour Valéran                 | auch Tour de Luxembourg; aus dem 13. oder 14. Jahrhundert | Rue de la Tour (Lage)              | PA00106555    | Classé       | 1840  | weitere Bilder |

## Liste der Objekte
| Bezeichnung                                                                         | Beschreibung | Standort                                         | Kennzeichnung | Schutzstatus   | Datum | Bild |
| ----------------------------------------------------------------------------------- | --- | ------------------------------------------------ | ------------- | -------------- | ----- | ---- |
| Stadtplan von Ligny                                                                 | Vogelschauplan; Tusche auf Papier, maroufliert, 1791 von Jacques Massu gezeichnet | im Hôtel de Ville (Lage)                         | PM55000311    | Classé         | 1981  |      |
| Wandvertäfelung des Chorraums                                                       | Eichenholz, 1836 | in der Kirche Notre-Dame-des-Vertus (Lage)       | PM55000320    | Classé         | 1965  |      |
| Skulptur Saint Langueur                                                             | Darstellung des heiligen Lazarus im Gebet; Holz, Ende des 16. Jahrhunderts | in der Kirche Notre-Dame-des-Vertus (Lage)       | PM55000329    | Classé         | 1915  |      |
| Skulptur Allegorie der Anthropologie                                                | Kalkstein, zweite Hälfte des 19. Jahrhunderts, von Georges Clère (im Bildhintergrund) | im Parc des Luxembourg (Lage)                    | PM55000997    | Classé         | 1993  |      |
| Mitra von Msgr. Henry                                                               | Seide, bestickt und bemalt, 1915 | in der Kirche Notre-Dame-des-Vertus (Lage)       | PM55002725    | Inscrit        | 2010  |      |
| Vier Buntglasfenster                                                                | mit Darstellungen der Marienhochzeit, des heiligen Johannes und der Verklärung des seligen Peter von Luxemburg, bezeichnet 1548; modern in die Chorfenster eingearbeitet                                                                        | in der Kirche Notre-Dame-des-Vertus (Lage)       | PM55000331    | Classé         | 1934  |      |
| Relief Notre-Dame-des-Vertus                                                        | Stein, 18. Jahrhundert | in der Kirche Notre-Dame-des-Vertus (Lage)       | PM55000308    | Classé         | 1980  |      |
| Skulptur Madonna mit Kind (1)                                                       | Stein, 13. Jahrhundert; in der Kirche Notre-Dame-des-Vertus deponiert | 18 rue de Strasbourg, in der Ecknische (Lage)    | PM55000326    | Classé         | 1924  |      |
| Ziborium (1)                                                                        | Silber, vergoldet, nach 1838, von Pierre Henry Favier; im Kathedralschatz in Verdun deponiert | in der Kirche Notre-Dame-des-Vertus (Lage)       | PM55000996    | Classé         | 1993  |      |
| Becher (1)                                                                          | Silber, zwischen 1819 und 1838; im Kathedralschatz in Verdun deponiert | in der Kirche Notre-Dame-des-Vertus (Lage)       | PM55001986    | Inscrit        | 1987  |      |
| Reliquienskulptur Maria Immaculata                                                  | Holz, vergoldet, um 1800 | in der Kirche Notre-Dame-des-Vertus (Lage)       | PM55001987    | Inscrit        | 1987  |      |
| Erinnerungstafel                                                                    | an die Stiftung eines Portals für das Collège; Blei, bezeichnet 1786 | im Hôtel de Ville (Lage)                         | PM55001994    | Inscrit        | 1994  |      |
| Kanzel                                                                              | Holz, 1713 | in der Kirche Notre-Dame-des-Vertus (Lage)       | PM55000302    | Classé         | 1907  |      |
| Kelch und Patene (1)                                                                | Silber, vergoldet, Elfenbein, Email, Diamant, Perle, 1919 von Paul Brunet; im Kathedralschatz in Verdun deponiert | in der Kirche Notre-Dame-des-Vertus (Lage)       | PM55001981    | Inscrit        | 1995  |      |
| Glocke (1)                                                                          | Bronze, 1784 gegossen; aus dem ehemaligen Franziskanerkloster | in der Kirche Notre-Dame-des-Vertus (Lage)       | PM55001993    | Inscrit        | 1981  |      |
| Epitaph für die Fürsten von Luxemburg                                               | Marmor, Ende des 16. Jahrhunderts | in der Kirche Notre-Dame-des-Vertus (Lage)       | PM55001988    | Inscrit        | 1995  |      |
| Chorgestühl                                                                         | Holz, 17. Jahrhundert | in der Kirche Notre-Dame-des-Vertus (Lage)       | PM55000327    | Classé         | 1913  |      |
| Marienkrone                                                                         | für die Skulptur Notre-Dame-des-Vertus; Gold, Silber, Diamant, Amethyst, Opal, Granat, 1894 in neugotischen Formen angefertigt; im Kathedralschatz in Verdun deponiert                                                                          | in der Kirche Notre-Dame-des-Vertus (Lage)       | PM55000881    | Classé         | 1991  |      |
| Becher (2)                                                                          | Silber, gemarkt 1803, von Pierre-Marie Devilleclair; im Kathedralschatz in Verdun deponiert | in der Kirche Notre-Dame-des-Vertus (Lage)       | PM55000309    | Classé         | 1980  |      |
| Glocke (2)                                                                          | Bronze, 1578 gegossen | in der Kirche Notre-Dame-des-Vertus (Lage)       | PM55000315    | Classé         | 1987  |      |
| Skulptur Ecce Homo                                                                  | Darstellung des auferstandenen Christus; Stein, 16. Jahrhundert | in der Kirche Notre-Dame-des-Vertus (Lage)       | PM55000322    | Classé         | 1965  |      |
| Pietà                                                                               | Stein, farbig gefasst, 16. Jahrhundert | in der Kirche Notre-Dame-des-Vertus (Lage)       | PM55000301    | Classé         | 1905  |      |
| Skulptur Heiliger Augustinus                                                        | Stein, bezeichnet 1633 | außen an der Kirche Notre-Dame-des-Vertus (Lage) | PM55000304    | Classé         | 1988  |      |
| Kreuzreliquiar                                                                      | Silber, Glas, Gold, Diamanten, Anfang des 19. Jahrhunderts,von Marguerite Hoguet angefertigt | in der Kirche Notre-Dame-des-Vertus (Lage)       | PM55000317    | Classé         | 1988  |      |
| Reliquiar des seligen Peter von Luxemburg                                           | in der Form des Tour Valèran; Messing, versilbert und vergoldet, um 1885, von Placide Poussielgue-Rusand angefertigt | in der Kirche Notre-Dame-des-Vertus (Lage)       | PM55001157    | Classé         | 1996  |      |
| Glöckchen (1)                                                                       | Silber, vergoldet, zwischen 1836 und 1846, von Pierre Henry Favier angefertigt; im Kathedralschatz in Verdun deponiert | in der Kirche Notre-Dame-des-Vertus (Lage)       | PM55000318    | Classé         | 1988  |      |
| Maria-Immaculata-Altar                                                              | Altartisch, Retabel und Gemälde Maria Immaculata; Holz, farbig gefasst und vergoldet, sowie Ölfarbe auf Leinwand, 18. Jahrhundert, aus dem Kloster Les Vaux-en-Ornois in Saint-Joire; Tabernakel 1819 vom Bildhauer Varnetot-Lepage angefertigt | in der Kirche Notre-Dame-des-Vertus (Lage)       | PM55000310    | Classé         | 1981  |      |
| Gemälde Heilige Philomena                                                           | Ölfarbe auf Leinwand, Holzrahmen, 1836 | in der Kirche Notre-Dame-des-Vertus (Lage)       | PM55002768    | Inscrit        | 1984  |      |
| Uhrwerk                                                                             | Schmiedeeisen, Messing, Bronze, 1856 angefertigt | in der Kirche Notre-Dame-des-Vertus (Lage)       | PM55001982    | Inscrit        | 1999  |      |
| Glocke Bourdon aus dem Jahr IX                                                      | Bronze, 1800/01 gegossen | in der Kirche Notre-Dame-des-Vertus (Lage)       | PM55001983    | Inscrit        | 1999  |      |
| Monstranz                                                                           | Silber, vergoldet, zwischen 1819 und 1838; im Kathedralschatz in Verdun deponiert | in der Kirche Notre-Dame-des-Vertus (Lage)       | PM55001985    | Inscrit        | 1987  |      |
| Gemälde Der heilige Karl Borromäus spendet den Pestkranken in Mailand die Kommunion | Altarbild des Hauptaltars; Ölfarbe auf Leinwand, 1837 von Isidore Charuel; Kopie nach Pierre Mignard | im Maison de Retraite (Lage)                     | PM55001995    | Inscrit        | 2000  |      |
| Ziborium (2)                                                                        | Silber, vergoldet, 17. Jahrhundert und zwischen 1819 und 1838 | im Maison de Retraite (Lage)                     | PM55001155    | Classé         | 1996  |      |
| Glocke (3)                                                                          | Bronze, 1578 gegossen | in der Kirche Notre-Dame-des-Vertus (Lage)       | PM55000316    | Classé         | 1987  |      |
| Skulptur Notre-Dame des Fossés                                                      | Darstellung der Madonna mit Kind; Stein, farbig gefasst, 15. Jahrhundert | in der Kapelle Notre-Dame-des-Fossés (Lage)      | PM55001979    | Inscrit        | 1988  |      |
| Kelch und Patene (2)                                                                | Silber, vergoldet, zwischen 1819 und 1838, von Jean Salmon; im Kathedralschatz in Verdun deponiert | in der Kirche Notre-Dame-des-Vertus (Lage)       | PM55001344    | Classé         | 2000  |      |
| Glöckchen (2)                                                                       | Silber, vergoldet, nach 1838 | in der Kirche Notre-Dame-des-Vertus (Lage)       | PM55001992    | Inscrit        | 1992  |      |
| Seitenaltar                                                                         | Altartisch und Retabel; Holz, vergoldet, 18. Jahrhundert, aus dem Kloster Les Vaux-en-Ornois in Saint-Joire | in der Kirche Notre-Dame-des-Vertus (Lage)       | PM55000312    | Classé         | 1981  |      |
| Reliquiar der heiligen Jeanne de Valois                                             | Holz, bemalt, Glas, Pappmache, bemalt, und Stoff, 18. Jahrhundert | in der Kirche Notre-Dame-des-Vertus (Lage)       | PM55001991    | Inscrit        | 1979  |      |
| Gemälde Notre-Dame de la Porte des Moulins                                          | Ölfarbe auf Leinwand, 17. Jahrhundert | in der Kirche Notre-Dame-des-Vertus (Lage)       | PM55000305    | Classé Inscrit | 1984  |      |
| Gemälde Seliger Peter von Luxemburg                                                 | Ölfarbe auf Leinwand, vor 1599; aus der Zölestinerkirche in Avignon | in der Kirche Notre-Dame-des-Vertus (Lage)       | PM55000328    | Classé         | 1915  |      |
| Gemälde Darstellung Mariens im Tempel                                               | Ölfarbe auf Leinwand, vergoldeter Holzrahmen, 18. Jahrhundert | in der Kirche Notre-Dame-des-Vertus (Lage)       | PM55000323    | Classé         | 1966  |      |
| Gnadenbild Notre-Dame des Vertus                                                    | Farbe auf Seidenstoff, 13. Jahrhundert; vergoldeter Holzrahmen, 16. Jahrhundert | in der Kirche Notre-Dame-des-Vertus (Lage)       | PM55000303    | Classé         | 1913  |      |
| Tabernakel                                                                          | Holz, 18. Jahrhundert; aus dem Kloster Les Vaux-en-Ornois in Saint-Joire | in der Kirche Notre-Dame-des-Vertus (Lage)       | PM55000313    | Classé         | 1981  |      |
| Glocke (4)                                                                          | Bronze, 1505 gegossen | in der Kirche Notre-Dame-des-Vertus (Lage)       | PM55000314    | Classé         | 1987  |      |
| Skulptur Madonna mit Kind (2)                                                       | Stein, 1633 | außen an der Kirche Notre-Dame-des-Vertus (Lage) | PM55000330    | Classé         | 1915  |      |
| Monstranz und Krone                                                                 | Silber, vergoldet, zweites Viertel des 19. Jahrhunderts, von Pierre Henry Favier; im Kathedralschatz in Verdun deponiert | in der Kirche Notre-Dame-des-Vertus (Lage)       | PM55001984    | Inscrit        | 1987  |      |
| Relief Wappen von Margarethe von Savoyen                                            | Kalkstein, um 1535 | im Hôtel de Ville (Lage)                         | PM55002724    | Inscrit        | 2010  |      |
| Weißer Ornat                                                                        | Kasel, zwei Stolen, drei Manipel, Bursa, Dalmatik und Tunika; Stoff, bestickt, 18. und 19. Jahrhundert | in der Kirche Notre-Dame-des-Vertus (Lage)       | PM55002650    | Inscrit        | 2007  |      |
| Skulptur Allegorie der Chemie                                                       | Kalkstein, Mitte des 19. Jahrhunderts, von Hyacinthe Philéas Sobre | im Parc des Luxembourg (Lage)                    | PM55000998    | Classé         | 1993  |      |
| Hauptaltar                                                                          | Altartisch, Tabernakel, Schrein für das Gnadenbild und Retabel; Marmor, Kalkstein, Kupfer, erste Hälfte des 19. Jahrhunderts | in der Kirche Notre-Dame-des-Vertus (Lage)       | PM55000319    | Classé         | 1965  |      |
| Gemälde Porträt von Margarethe von Savoyen                                          | Ölfarbe auf Leinwand, vergoldeter Holzrahmen, Ende des 16. Jahrhunderts | im Hôtel de Ville (Lage)                         | PM55000325    | Classé         | 1915  |      |
| Gemälde Taufe Christi                                                               | Ölfarbe auf Leinwand, 18. Jahrhundert | in der Kirche Notre-Dame-des-Vertus (Lage)       | PM55000324    | Classé         | 1966  |      |
| Votivbild Heilung der Marie André im Jahr 1632                                      | Ölfarbe auf Leinwand, vergoldeter Holzrahmen, bezeichnet 1647 | in der Kirche Notre-Dame-des-Vertus (Lage)       | PM55000306    | Classé         | 1984  |      |
| Wandgemälde Ecce Homo                                                               | bezeichnet 1553 | in der Kirche Notre-Dame-des-Vertus (Lage)       | PM55000307    | Classé         | 1984  |      |
| Vier Heiligenskulpturen                                                             | Darstellungen der heiligen Barbara, heiligen Katharina, des heiligen Crispinus und des heiligen Crispinianus; Stein, Anfang des 17. Jahrhunderts                                                                                                | in der Kirche Notre-Dame-des-Vertus (Lage)       | PM55000321    | Classé         | 1965  |      |
| Gemälde Kreuzabnahme                                                                | Ölfarbe auf Leinwand, 17. Jahrhundert | in der Kirche Notre-Dame-des-Vertus (Lage)       | PM55000332    | Classé         | 1961  |      |